# Трибониан
Трибониан е виден източноримски юрист от времето на император Юстиниан I. Участва в ревизирането на правната кодификация на Римската империя. Той е началник на имперската канцелария, а по-късно при по-нататъшни кодификационни мероприятия става и министър на правосъдието.
Трибониан е роден в Памфилия. Той прави успешна адвокатска кариера в Константинопол, а през 528 година е назначен от Юстиниан за член на имперска комисия първоначално от 10 души видни юристи, която да подготви имперския правен код - Corpus Iuris Civilis, който излиза и се дооформя от 529 до 534 година, но се публикува след смъртта на Юстиниан. В 530 година Трибониан става квестор и главен редактор на сборника римски закони Digesta или Pandecta. По време на бунта Ника в 532 година участниците в него изискват свалянето на Трибониан от длъжност, тъй като е набеден в корупция. Юстиниан временно го отстранява, но само докато траят размириците.
Основен източник за биографията на Трибониан са произведенията на Прокопий Кесарийски.